# Pruikenboomfamilie

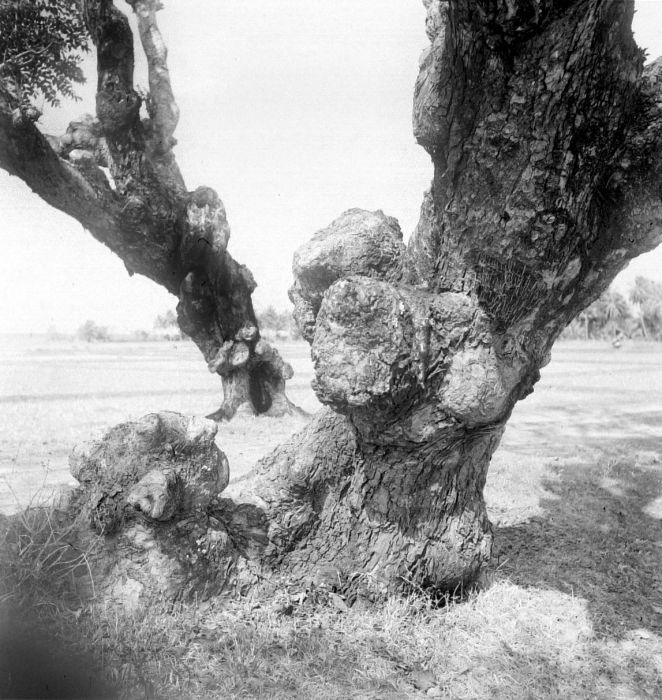
Lannea grandis te Banten, Indonesië

De pruikenboomfamilie (Anacardiaceae) is een familie van bedektzadigen. De familie telt tussen de vijfhonderd en duizend soorten, meest bomen maar ook struiken. Deze komen primair voor in de tropen en subtropen.
De familie is bekend van de cashewnoot (Anacardium occidentale) en pistachenoot (Pistacia vera), alsook van de mango (Mangifera indica). In Nederland zijn vertegenwoordigers tegen te komen als de gifsumak (Rhus radicans) en de fluweelboom (Rhus hirta); als sierplanten, maar ook verwilderd. Het sap van de gifsumak (Engels: poison ivy) veroorzaakt gevaarlijke huiduitslag.
Hier worden de volgende geslachten behandeld: Anacardium, Cotinus, Mangifera, Pistacia, Rhus, Spondias. En ook de volgende soorten:
- Cashew (Anacardium occidentale)
- Gandaria (Bouea macrophylla)
- Pruikenboom (Cotinus coggygria)
- Mango (Mangifera indica)
- Mastiekboom (Pistiacia lentiscus)
- Pistache (Pistacia vera)
- Terpentijnboom (Pistacia terebinthus)
- Roze peper (Schinus terebinthifolius)
- Marula (Sclerocarya birrea)
- Ambarella (Spondias dulcis)
- Gele mombinpruim (Spondias mombin)
- Rode mombinpruim (Spondias purpurea)
- Fluweelboom of azijnboom (Rhus typhina)
- Gifsumak of Poison Ivy (Rhus radicans)
- Sumak (Rhus coriaria)